# おこしもの

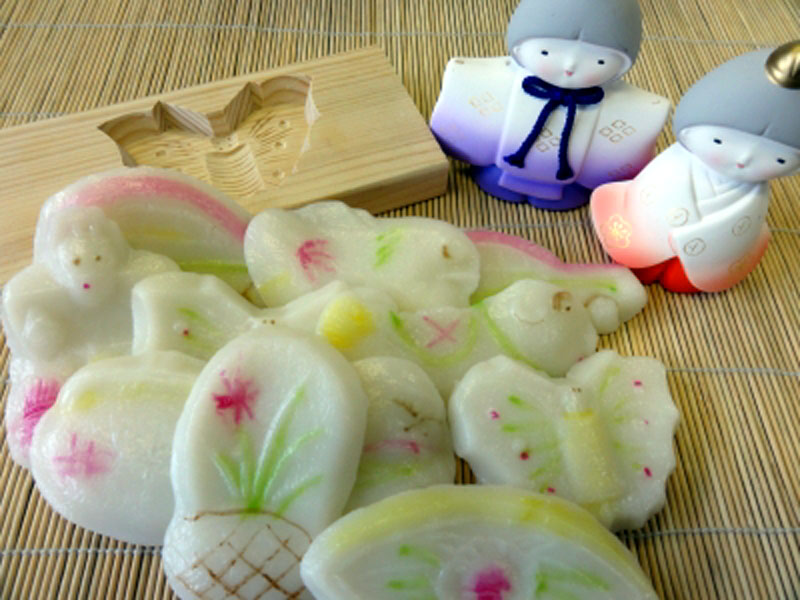
おこしもの（愛知県豊田市）

おこしものは、愛知県で桃の節句に供えられる和菓子の一種。「おこしもん」や「おしもん」、「おこしもち」、「おしもち」とも呼ばれる。
基本的な製法としては、熱湯でこねた米粉を鯛や扇などの木型に入れて成型し、蒸し器で蒸しあげた後に食紅で着色する。または、色生地を別に作っておき、成型時に白生地と一緒に詰め込む調理法もある。
蒸したてのものや餅のように焼いたものを、砂糖醤油などをつけていただく。
語源については諸説あり、木型から起こすから、木型に押し付けるからなどといわれている。
落雁と同様に木型にはめて成形するが、落雁はサクラの木型を用いるのに対し、おこしものはヒノキでできた型を用いる。また落雁とは異なり、甘味はないことが多い。